# Sant'Eufemia a Maiella
Sant'Eufemia a Maiella er en by i Abruzzo, Italien med 259 (2023) indbyggere.